# District de Yazu
Le district de Yazu (八頭郡, Yazu-gun) est un district situé dans la préfecture de Tottori, au Japon.

## Géographie

### Démographie
En octobre 2018, la population du district de Yazu est estimée à 25 997 habitants répartis sur une superficie de 631 km2.

## Municipalités
- Chizu
- Wakasa
- Yazu